# Villalba
Villalba (Muččikè o Villarba in siciliano) è un comune italiano di 1 373 abitanti del libero consorzio comunale di Caltanissetta in Sicilia.

## Geografia
Il territorio comunale occupa la parte settentrionale dell'ex provincia di Caltanissetta insieme al limitrofo comune di Vallelunga Pratameno, incuneato tra la città metropolitana di Palermo e l'ex provincia di Agrigento. Si sviluppa sulle pendici del monte Pirtusiddu, nella valle del fiume Torto, ed è caratterizzato da uliveti e vigneti. Il comune, prevalentemente collinare, presenta un profilo altimetrico irregolare.
Per i servizi non presenti sul posto, i comuni di Mussomeli e Caltanissetta rappresentano il punto di riferimento per la comunità.

## Origine del nome
Il toponimo Villalba fu dato al già feudo di Miccichè dal suo fondatore, don Nicolò Palmieri, in ricordo dell'omonima cittadina galiziana da cui provenivano i suoi antenati e quelli della moglie, Sancez, sebbene secondo altre fonti il nome (che significa 'paese bianco') alluda al colore bianco delle sue case. Il feudo Miccichè, su cui Villalba sorge, deriva il suo toponimo dall'antico Michiken, 'terra nera' in arabo.

## Storia

### Dall'antichità al feudo Miccichè
Il territorio di Villalba è abitato sin dall'epoca romana, come dimostrano alcuni ritrovamenti archeologici del XIX secolo, tra cui una fornace contenente utensili in laterizio e una statuetta di bronzo raffigurante Mercurio.
Durante l'età islamica della Sicilia, quella che doveva essere una colonia agricola s'ingrandì e divenne un casale chiamato Michiken (da cui l'odierno Miccichè), nome che si legge per la prima volta nel diploma De supputandis apud Arabes Siculos temporibus, traduzione latina di due documenti (greco e arabo) del 1175. Sebbene l'Amari ritenesse che il casale in questione si trovasse nei pressi di Alimena, fu Giuseppe Gioeni a identificarlo nell'attuale territorio di Villalba.
Lo storico Gaetano Di Giovanni ritiene che, durante il periodo normanno, il casale e il suo feudo fossero parte del vasto contado di Cammarata, concesso a Lucia Cammarata dal conte Ruggero, che tra l'altro comprendeva gli odierni territori comunali di Villalba, Vallelunga Pratameno e Mussomeli. Durante la loro storia, tali terre furono cedute a diversi signori feudali e ritornarono più volte al regio demanio. Nel XVI secolo il feudo di Micciché, demaniale sin dal 1371, fu incluso insieme ad altri sette nella baronia di Villanuova, che Carlo V vendette il 14 marzo 1527 a Cipriano Spinola con la formula del mero et mixto imperio.

### Palmieri di Micciché
Nel 1751, Domenico Corvino, principe di Villanuova, vendette il feudo Micciché per 72 000 scudi a don Nicolò Palmieri di Caltanissetta con mero et mixto imperio, che ne divenne barone il 22 giugno 1752. Egli popolò il feudo e chiamò la nascente cittadina Villalba. La popolazione già contava 800 abitanti nel 1785, che passarono a 1 018 nel 1798. Il figlio di Nicolò, Placido, portò a termine la costruzione di Villalba, e nel 1813 ottenne il titolo di marchese. Quando, a seguito della morte di don Placido Palmeri, nel 1818, il feudo passò al figlio Nicolò, contava poco meno di 2 000 abitanti.
Mentre Nicolò si mantenne sempre prudente in politica, i suoi fratelli Michele e Rodrigo invece parteciparono attivamente alla politica siciliana dei primi anni dell'Ottocento e furono coinvolti nei moti antiborbonici del 1820. Quando la rivoluzione fallì i due fratelli fuggirono in esilio per diversi anni. Tuttavia Nicolò morì senza figli, e il feudo fu ereditato dal fratello Rodrigo, che scelse di stabilirsi a Palermo; Villalba fu quindi lasciata in gestione a procuratori e campieri. Alla morte di Rodrigo nel 1850, anch'egli senza figli, il ramo dei Palmieri di Villalba si estinse e il feudo passò ad altri rami dei Palmieri fino al 17 aprile 1892, quando fu venduto a Giulia Florio, principessa di Butera e di Trabia, per due milioni e quarantamila lire. Il feudo così cessò di essere dominio dei Palmieri dopo 141 anni.

### Dall'Ottocento a oggi
A cavallo tra Ottocento e Novecento, Villalba fu teatro di numerose rivolte contadine. Il primo sciopero, nel 1875, vide uniti contadini e mezzadri a rivendicare migliori condizioni di vita e la concessione della terra in censo perpetuo. In successive rivolte, nel 1901, 1903, 1907, 1920, 1925, i contadini e il popolo villalbese chiesero l'abolizione delle eccessive imposte che erano dovuti a pagare. In questo contesto emersero i cosiddetti preti sociali, frutto dell'enciclica Rerum Novarum. Queste rivolte continuarono anche nel dopoguerra, con l'occupazione, nel novembre 1949, di alcune terre di proprietà dei fratelli Mistretta in contrada Mattarello e di Vincenzo Guccione. Personaggi politici locali dell'epoca intervennero finalmente promuovendo la divisione del feudo in appezzamenti che furono distribuiti a molte famiglie del luogo.
Durante il periodo di occupazione alleata della Sicilia, viene nominato sindaco di Villalba Calogero Vizzini, detto don Calò, esponente politico del separatismo siciliano, oltre che boss di Cosa Nostra con legami in America. Nel 1944 Villalba divenne protagonista delle cronache nazionali poiché, durante un comizio del comunista Girolamo Li Causi, gli uomini di Vizzini lanciarono granate e spararono sulla folla, ferendo 18 persone tra cui lo stesso Li Causi e l'attivista locale Michele Pantaleone.
A partire dalla metà degli anni cinquanta, Villalba fu colpita da una massiccia emigrazione verso il nord Italia e l'estero che continua ancora oggi, causando un vistoso calo demografico che contribuisce al declino del territorio.

## Monumenti e luoghi d'interesse
- Chiesa Madre di San Giuseppe, costruita nel XIX secolo con i fondi messi a disposizione del Decurionato e completata grazie alle donazioni e alla manodopera dei villalbesi. Si trova in piazza Vittorio Emanuele ed è dedicata al patrono di Villalba. La facciata, a due ordini, è affiancata dall'alta torre campanaria sulla cui sommità si trova un orologio. All'interno della chiesa è conservato una statua di San Giuseppe in stile settecentesco, opera di Filippo Quattrocchi da Gangi.[13]
- Chiesa della Concezione, edificata per volontà del barone Placido Palmieri e consacrata nel 1795; si affaccia su piazza Guglielmo Marconi.[14]
- Cappella del Calvario, posta su una collinetta che domina il paese; è il punto di arrivo della processione del Venerdì Santo, in occasione del quale viene sospeso il crocifisso nelle tre croci lì collocate.[15]

## Società

### Evoluzione demografica
Abitanti censiti

## Economia
Nel territorio si coltivano ortaggi, uva, pomodori (di cui si tiene annualmente la "Sagra del Pomodoro") nella tipica qualità detta siccagnu, e le famose lenticchie di Villalba, riconosciute dalla Regione Siciliana e dal competente Ministero come un prodotto agroalimentare tradizionale.

## Infrastrutture e trasporti
Il territorio del comune di Villalba è attraversato dalla strada statale 121 Catanese, che la collega a Vallelunga Pratameno e Palermo, a nord, e Marianopoli e Caltanissetta, a sud. La strada provinciale 16 la collega con Mussomeli, a ovest.
Il comune è servito dalla stazione di Villalba sulla linea ferroviaria Palermo-Catania.

## Amministrazione
Di seguito è presentata una tabella relativa alle amministrazioni che si sono succedute in questo comune.
| Periodo           | Periodo           | Primo cittadino       | Partito                            | Carica  | Note          |
| ----------------- | ----------------- | --------------------- | ---------------------------------- | ------- | ------------- |
| 13 gennaio 1987   | 29 settembre 1989 | Giuseppe Favata       | Partito Socialista Italiano        | Sindaco | [ 18 ]        |
| 29 settembre 1989 | 19 febbraio 1991  | Eugenio Zoda          | Democrazia Cristiana               | Sindaco | [ 18 ]        |
| 26 febbraio 1991  | 6 giugno 1992     | Biagio Plumeri        | Democrazia Cristiana               | Sindaco | [ 18 ]        |
| 27 giugno 1992    | 22 ottobre 1993   | Luigi Lumia           | Partito Democratico della Sinistra | Sindaco | [ 18 ]        |
| 8 novembre 1993   | 17 giugno 1996    | Biagio Plumeri        | Democrazia Cristiana               | Sindaco | [ 18 ]        |
| 17 giugno 1996    | 17 aprile 2000    | Calogero Vizzini      | -                                  | Sindaco | [ 18 ]        |
| 17 aprile 2000    | 17 maggio 2005    | Eugenio Zoda          | lista civica                       | Sindaco | [ 18 ]        |
| 17 maggio 2005    | 1º giugno 2010    | Eugenio Zoda          | lista civica                       | Sindaco | [ 18 ]        |
| 1º giugno 2010    | 1º giugno 2015    | Alessandro Plumeri    | lista civica                       | Sindaco | [ 18 ]        |
| 1º giugno 2015    | 4 ottobre 2020    | Alessandro Plumeri    | lista civica                       | Sindaco | [ 18 ]        |
| 5 ottobre 2020    | in carica         | Maria Paola Immordino | lista civica                       | Sindaca | [ 18 ] [ 19 ] |